# Llista d'asteroides/160801-160900
| Nom      | Designació provisional | Data de descobriment   | Lloc de descobriment | Descobridor/s    |
| -------- | ---------------------- | ---------------------- | -------------------- | ---------------- |
| 160801 - | 2000 UP90              | 24 d'octubre de 2000   | Socorro              | LINEAR           |
| 160802 - | 2000 VP14              | 1 de novembre de 2000  | Socorro              | LINEAR           |
| 160803 - | 2000 VF26              | 1 de novembre de 2000  | Socorro              | LINEAR           |
| 160804 - | 2000 VQ28              | 1 de novembre de 2000  | Socorro              | LINEAR           |
| 160805 - | 2000 VQ32              | 1 de novembre de 2000  | Socorro              | LINEAR           |
| 160806 - | 2000 VE42              | 1 de novembre de 2000  | Socorro              | LINEAR           |
| 160807 - | 2000 VB44              | 1 de novembre de 2000  | Socorro              | LINEAR           |
| 160808 - | 2000 VJ46              | 3 de novembre de 2000  | Socorro              | LINEAR           |
| 160809 - | 2000 VJ51              | 3 de novembre de 2000  | Socorro              | LINEAR           |
| 160810 - | 2000 VE54              | 3 de novembre de 2000  | Socorro              | LINEAR           |
| 160811 - | 2000 VH55              | 3 de novembre de 2000  | Socorro              | LINEAR           |
| 160812 - | 2000 WN3               | 17 de novembre de 2000 | Socorro              | LINEAR           |
| 160813 - | 2000 WY14              | 20 de novembre de 2000 | Socorro              | LINEAR           |
| 160814 - | 2000 WA42              | 21 de novembre de 2000 | Socorro              | LINEAR           |
| 160815 - | 2000 WV43              | 21 de novembre de 2000 | Socorro              | LINEAR           |
| 160816 - | 2000 WO69              | 19 de novembre de 2000 | Socorro              | LINEAR           |
| 160817 - | 2000 WK72              | 19 de novembre de 2000 | Socorro              | LINEAR           |
| 160818 - | 2000 WH95              | 21 de novembre de 2000 | Socorro              | LINEAR           |
| 160819 - | 2000 WE122             | 29 de novembre de 2000 | Socorro              | LINEAR           |
| 160820 - | 2000 WD125             | 26 de novembre de 2000 | Socorro              | LINEAR           |
| 160821 - | 2000 WH133             | 19 de novembre de 2000 | Socorro              | LINEAR           |
| 160822 - | 2000 WY149             | 28 de novembre de 2000 | Kitt Peak            | Spacewatch       |
| 160823 - | 2000 WL180             | 27 de novembre de 2000 | Socorro              | LINEAR           |
| 160824 - | 2000 WU180             | 29 de novembre de 2000 | Socorro              | LINEAR           |
| 160825 - | 2000 WV196             | 20 de novembre de 2000 | Socorro              | LINEAR           |
| 160826 - | 2000 XT4               | 1 de desembre de 2000  | Socorro              | LINEAR           |
| 160827 - | 2000 XA8               | 1 de desembre de 2000  | Socorro              | LINEAR           |
| 160828 - | 2000 XP27              | 4 de desembre de 2000  | Socorro              | LINEAR           |
| 160829 - | 2000 XU27              | 4 de desembre de 2000  | Socorro              | LINEAR           |
| 160830 - | 2000 XJ30              | 4 de desembre de 2000  | Socorro              | LINEAR           |
| 160831 - | 2000 XK39              | 4 de desembre de 2000  | Socorro              | LINEAR           |
| 160832 - | 2000 YF12              | 19 de desembre de 2000 | Haleakala            | NEAT             |
| 160833 - | 2000 YN14              | 25 de desembre de 2000 | Kitt Peak            | Spacewatch       |
| 160834 - | 2000 YD51              | 30 de desembre de 2000 | Socorro              | LINEAR           |
| 160835 - | 2000 YY56              | 30 de desembre de 2000 | Socorro              | LINEAR           |
| 160836 - | 2000 YS68              | 28 de desembre de 2000 | Socorro              | LINEAR           |
| 160837 - | 2000 YQ70              | 30 de desembre de 2000 | Socorro              | LINEAR           |
| 160838 - | 2000 YF79              | 30 de desembre de 2000 | Socorro              | LINEAR           |
| 160839 - | 2000 YG97              | 30 de desembre de 2000 | Socorro              | LINEAR           |
| 160840 - | 2000 YG113             | 30 de desembre de 2000 | Socorro              | LINEAR           |
| 160841 - | 2000 YX117             | 30 de desembre de 2000 | Socorro              | LINEAR           |
| 160842 - | 2000 YE142             | 21 de desembre de 2000 | Kitt Peak            | Deep Lens Survey |
| 160843 - | 2001 AC41              | 3 de gener de 2001     | Socorro              | LINEAR           |
| 160844 - | 2001 AB47              | 15 de gener de 2001    | Socorro              | LINEAR           |
| 160845 - | 2001 AS48              | 4 de gener de 2001     | Socorro              | LINEAR           |
| 160846 - | 2001 BV56              | 19 de gener de 2001    | Socorro              | LINEAR           |
| 160847 - | 2001 BD68              | 31 de gener de 2001    | Socorro              | LINEAR           |
| 160848 - | 2001 BN82              | 19 de gener de 2001    | Mauna Kea            | D. J. Tholen     |
| 160849 - | 2001 CH15              | 1 de febrer de 2001    | Socorro              | LINEAR           |
| 160850 - | 2001 CB20              | 2 de febrer de 2001    | Socorro              | LINEAR           |
| 160851 - | 2001 CX43              | 15 de febrer de 2001   | Socorro              | LINEAR           |
| 160852 - | 2001 CT44              | 15 de febrer de 2001   | Socorro              | LINEAR           |
| 160853 - | 2001 DA11              | 17 de febrer de 2001   | Socorro              | LINEAR           |
| 160854 - | 2001 DV25              | 17 de febrer de 2001   | Socorro              | LINEAR           |
| 160855 - | 2001 DH81              | 26 de febrer de 2001   | Oizumi               | T. Kobayashi     |
| 160856 - | 2001 DU92              | 19 de febrer de 2001   | Anderson Mesa        | LONEOS           |
| 160857 - | 2001 EU21              | 15 de març de 2001     | Anderson Mesa        | LONEOS           |
| 160858 - | 2001 FA121             | 26 de març de 2001     | Socorro              | LINEAR           |
| 160859 - | 2001 FH122             | 23 de març de 2001     | Anderson Mesa        | LONEOS           |
| 160860 - | 2001 FV142             | 23 de març de 2001     | Haleakala            | NEAT             |
| 160861 - | 2001 FE186             | 16 de març de 2001     | Socorro              | LINEAR           |
| 160862 - | 2001 GD5               | 15 d'abril de 2001     | Socorro              | LINEAR           |
| 160863 - | 2001 HG20              | 26 d'abril de 2001     | Socorro              | LINEAR           |
| 160864 - | 2001 HG51              | 23 d'abril de 2001     | Socorro              | LINEAR           |
| 160865 - | 2001 JK2               | 15 de maig de 2001     | Kitt Peak            | Spacewatch       |
| 160866 - | 2001 KM11              | 18 de maig de 2001     | Socorro              | LINEAR           |
| 160867 - | 2001 KS25              | 17 de maig de 2001     | Socorro              | LINEAR           |
| 160868 - | 2001 KS32              | 24 de maig de 2001     | Kitt Peak            | Spacewatch       |
| 160869 - | 2001 KM39              | 22 de maig de 2001     | Socorro              | LINEAR           |
| 160870 - | 2001 KU55              | 22 de maig de 2001     | Socorro              | LINEAR           |
| 160871 - | 2001 KM66              | 22 de maig de 2001     | Socorro              | LINEAR           |
| 160872 - | 2001 NS6               | 11 de juliol de 2001   | Palomar              | NEAT             |
| 160873 - | 2001 NE14              | 14 de juliol de 2001   | Palomar              | NEAT             |
| 160874 - | 2001 NQ18              | 12 de juliol de 2001   | Haleakala            | NEAT             |
| 160875 - | 2001 OQ21              | 21 de juliol de 2001   | Anderson Mesa        | LONEOS           |
| 160876 - | 2001 ON66              | 23 de juliol de 2001   | Palomar              | NEAT             |
| 160877 - | 2001 OP77              | 26 de juliol de 2001   | Palomar              | NEAT             |
| 160878 - | 2001 OO82              | 27 de juliol de 2001   | Palomar              | NEAT             |
| 160879 - | 2001 OC100             | 27 de juliol de 2001   | Anderson Mesa        | LONEOS           |
| 160880 - | 2001 PJ10              | 8 d'agost de 2001      | Haleakala            | NEAT             |
| 160881 - | 2001 PJ12              | 12 d'agost de 2001     | Palomar              | NEAT             |
| 160882 - | 2001 PC29              | 15 d'agost de 2001     | Badlands             | Badlands         |
| 160883 - | 2001 QW2               | 16 d'agost de 2001     | Socorro              | LINEAR           |
| 160884 - | 2001 QT39              | 16 d'agost de 2001     | Socorro              | LINEAR           |
| 160885 - | 2001 QF110             | 24 d'agost de 2001     | Palomar              | NEAT             |
| 160886 - | 2001 QB135             | 22 d'agost de 2001     | Socorro              | LINEAR           |
| 160887 - | 2001 QD223             | 24 d'agost de 2001     | Anderson Mesa        | LONEOS           |
| 160888 - | 2001 QT258             | 25 d'agost de 2001     | Socorro              | LINEAR           |
| 160889 - | 2001 QX279             | 19 d'agost de 2001     | Socorro              | LINEAR           |
| 160890 - | 2001 QH282             | 19 d'agost de 2001     | Anderson Mesa        | LONEOS           |
| 160891 - | 2001 RU82              | 11 de setembre de 2001 | Anderson Mesa        | LONEOS           |
| 160892 - | 2001 RN112             | 12 de setembre de 2001 | Socorro              | LINEAR           |
| 160893 - | 2001 RH116             | 12 de setembre de 2001 | Socorro              | LINEAR           |
| 160894 - | 2001 SP87              | 20 de setembre de 2001 | Socorro              | LINEAR           |
| 160895 - | 2001 SN107             | 20 de setembre de 2001 | Socorro              | LINEAR           |
| 160896 - | 2001 SU199             | 19 de setembre de 2001 | Socorro              | LINEAR           |
| 160897 - | 2001 SB257             | 19 de setembre de 2001 | Socorro              | LINEAR           |
| 160898 - | 2001 SY262             | 24 de setembre de 2001 | Socorro              | LINEAR           |
| 160899 - | 2001 SG287             | 22 de setembre de 2001 | Palomar              | NEAT             |
| 160900 - | 2001 SZ306             | 21 de setembre de 2001 | Socorro              | LINEAR           |